# Moat Mountain, Intervale (Albert Bierstadt)
Moat Mountain, Intervale, cuyo título original completo en inglés es Moat Mountain, Intervale, New Hampshire,1862, es una pintura de Albert Bierstadt, realizado al óleo sobre papel montado sobre lienzo. Albert Bierstadt fue un pintor paisajista, miembro destacado de la llamada "Escuela de las Montañas Rocosas", una rama surgida de la Escuela del río Hudson.                                                                                   

## Introducción
Varios pintores habían precedido a Bierstadt en las Montañas Blancas (Nuevo Hampshire). A finales de la década de 1850, tanto Benjamin Champney (1817 – 1907) como Aaron Draper Shattuck (1832-1928), habían pintado pequeñas y delicadas vistas de la montaña y prados de North Conway (Nuevo Hampshire), que tal vez sirvió de inspiración para Bierstadt. Jasper Francis Cropsey, miembro de la Hudson River School, también representó paisajes de las Montañas Blancas, pero siempre enfatizando la grandeza salvaje de la región. Sin embargo, el área que rodea la Moat Mountain, ubicada a unas siete millas al noroeste de Conway (Nuevo Hampshire), parecía pedir un tratamiento más plácido, como el que Bierstadt le dio.
En el verano de 1862, Albert Bierstadt, frustrado en sus intentos de obtener permiso para viajar bajo protección hacia el Oeste de Estados Unidos, permaneció durante unas semanas en las Montañas Blancas de New Hampshire. El 14 de agosto, el Boston Transcript publicó que Bierstadt estaba en North Conway (Nuevo Hampshire), haciendo bocetos. El resultado de estos bocetos son varias obras, una de las cuales es el lienzo actual.

## Análisis de la obra
• circa 1862; Pintura al óleo sobre papel, montado sobre lienzo; 19 1/8 in. x 26 1/8 in. (48,58 cm x 66,36 cm); Currier Museum of Art, Mánchester (Nuevo Hampshire)
Bierstadt representa una vista de Intervale, un área no incorporada de Nuevo Hampshire, al sudoeste de White Horse y de Cathedral ledges, con la montaña llamada Moat Mountain en la distancia. En esta pintura, las nubes pasan rápidamente, dejando amplias zonas de luz y sombra en el fondo del valle. Las paredes empinadas de los acantilados se muestran con claros detalles. Moat Mountain emerge de la niebla, con su perfil suavizado por las nubes que pasan a través. Las flores silvestres animan el primer plano, mientras que los árboles conducen la mirada del espectador a través del amplio valle. Sin embargo, no es un área virgen: los prados en el fondo están atravesados por cercas bajas, lo que indica la presencia benigna y armoniosa de la civilización en medio de este escenario de magnífica Naturaleza.
Es un lienzo pequeño pero muy elaborado. Bierstadt sitúa al espectador en un punto de vista alto, desde el que la mirada cubre una gran extensión de prados llanos, hasta llegar a la sierra. Bierstadt aprovecha la situación de los árboles y de las zonas alternas de luz y de sombra para articular este amplio espacio. No hay ninguna figura, ni ser humano ni animal, y, a pesar de su cuidadoso acabado, este trabajo tiene la inmediatez y la frescura de un trabajo realizado al plenairismo, un efecto acentuado por las plantas hábilmente colocadas en un montículo arenoso en primer plano.

## Procedencia
- Kende Galleries venta, "Estate of Henry Russel Wray and others"
- Comprado por Victor D. Sparks, 1945
- Doll & Richards, Inc., Boston, MA, 1947
- Comprado por Currier Gallery of Art 1947